# Clásica del Véneto
La Clásica del Véneto (oficialmente: Veneto Classic) es una carrera de un día profesional de ciclismo en ruta que se disputa en Italia, en la región del Véneto, desde el año 2021.
Desde su creación, la carrera formó parte del UCI Europe Tour dentro de la categoría 1.1. En 2023 ascendió a la categoría 1.Pro y se integró en el calendario UCI ProSeries.

## Palmarés
| Año  | Ganador             | Segundo         | Tercero           |
| ---- | ------------------- | --------------- | ----------------- |
| 2021 | Samuele Battistella | Marc Hirschi    | Jhonatan Restrepo |
| 2022 | Marc Hirschi        | Davide Formolo  | Nicola Conci      |
| 2023 | Davide Formolo      | Marc Hirschi    | Filippo Zana      |
| 2024 | Magnus Cort         | Romain Grégoire | Xandro Meurisse   |

## Palmarés por países
| País      | Victorias |
| --------- | --------- |
| Italia    | 2         |
| Suiza     | 1         |
| Dinamarca | 1         |